# Gabriel Cano y Aponte
Gabriel Cano y Aponte (Mora, Toledo, España; 1665 – Santiago, Chile; 1733). Fue Gobernador de Chile entre 1717 y 1733.

## Biografía
Hijo de Juan Cano Ruiz y Josefa de Aponte y Carvajal. Había casado en primeras nupcias con María Camps, y en segundas con María Francisca Velaz de Medrano.

### Carrera militar
Hizo la carrera militar en Flandes. Regresó a España, ascendiendo a teniente general en octubre de 1715.

### Carrera política
Fue nombrado Gobernador de Chile por Real Cédula en 1715, llegando a Santiago a asumir el cargo en 1717. Retiró las tropas del sur del Biobío, y entabló parlamentos con el pueblo Mapuche, logrando un gobierno de progreso. Sostuvo una fuerte resistencia a los corsarios. Se preocupó además de la organización del aseo y ornato y de los servicios de la ciudad de Santiago.

#### Rebelión Mapuche de 1723

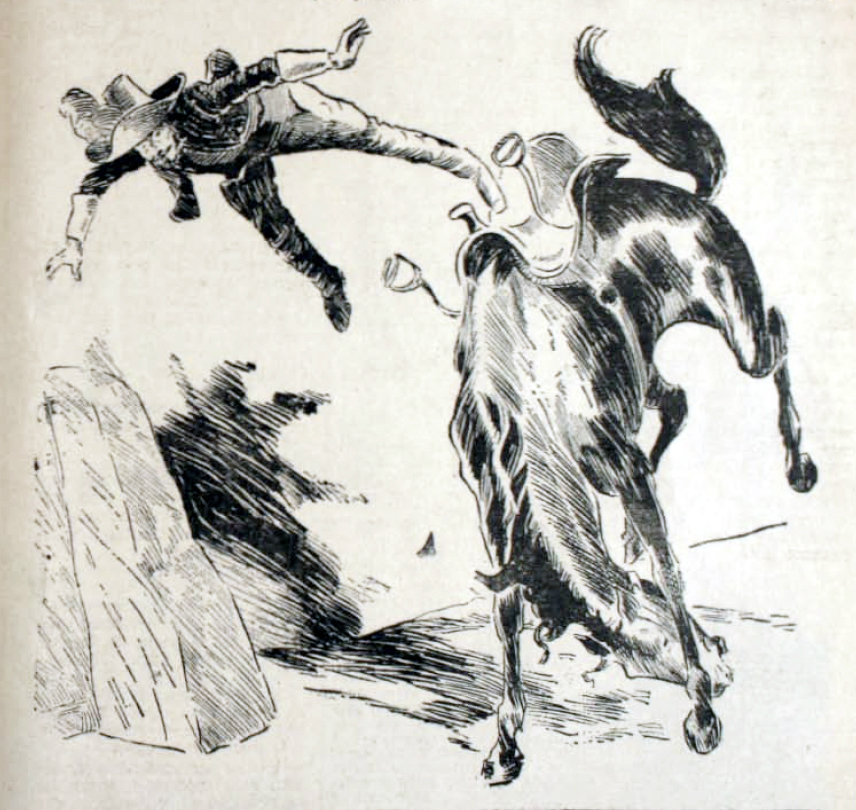
Ilustración que muestra la caída a caballo que provocó la muerte a Gabriel Cano y Aponte.

La Rebelión Mapuche de 1723, fue un alzamiento militar del pueblo Mapuche ocurrido entre marzo de 1723 y febrero de 1726. Fueron detonados por los abusos cometidos por los capitanes de amigos en el tráfico de ponchos. Combatió contra el Toqui Mapuche Vilumilla. La rebelión terminó con el Parlamento de Negrete de 1726, en el que ambas partes firmaron las paces y establecieron un sistema de ferias regladas.
Debió enfrentarse a un terremoto en 1730 y a una epidemia de viruela en 1731.
Mejoró la pavimentación y construyó cementerios. Reparó caminos, fabricó pólvora y fundió cañones. Prosiguió el estudio del Canal del Maipo y trató de aminorar el contrabando. Propuso al rey el proyecto de instalar una Casa de Moneda en Chile.

## Muerte
El 11 de noviembre de 1733 murió a causa de una caída de su caballo durante unas celebraciones realizadas en la Plaza de Armas de Santiago.

## Homenajes
Se le recuerda con una calle en la comuna de Providencia, en Santiago.
También se le recuerda en una calle en su localidad natal. (Mora)